# Sealand of the Pacific
Sealand of the Pacific est un delphinarium public à Oak Bay, près de la ville de Victoria, en Colombie-Britannique au Canada. Ouvert entre 1969 et 1992, il était célèbre pour ses orques.
Le 20 février 1991, une apprentie-soigneuse est noyée par les orques Tilikum, Nootka IV et Haida II. Cet accident a joué un rôle dans la fermeture du parc peu après. Les orques ont été alors revendus aux parcs SeaWorld.